# ジョン・スモルツ
ジョン・アンドルー・スモルツ（John Andrew Smoltz , 1967年5月15日 - ）は、アメリカ合衆国ミシガン州ウォーレン出身の元プロ野球選手（投手）。右投げ右打ち。
アメリカ野球殿堂入りしたかつての名二塁手、チャーリー・ゲーリンジャーは叔父にあたる。

## 経歴

### 初期の活躍（1987年 - 1999年）
1985年のMLBドラフトでデトロイト・タイガースから22巡目に指名を受け入団。1987年8月12日にドイル・アレクサンダーとのトレードでアトランタ・ブレーブスへ移籍、1988年7月23日にメジャーデビュー。1年目は2勝7敗、防御率5.48だった。2年目の1989年にメジャーに定着し、ハンク・アーロン、エディ・マシューズらに次いで球団史上3番目の若さで、投手としては球団史上最年少でオールスターゲームに選出された。12勝を挙げ、防御率2.94は球団史上フィル・ニークロが1978年に2.88を記録して以来の低さだった。
1991年は6月6日まで2勝11敗、防御率5.16と不調だったが、その後は12勝2敗、防御率2.62と持ち直し、シーズン通算で14勝13敗、防御率3.80を記録し、チームの9年ぶりの地区優勝に貢献。ピッツバーグ・パイレーツとのリーグチャンピオンシップシリーズでは3勝3敗で迎えた第7戦に先発、6安打完封勝利を挙げてアトランタ移転後初となるリーグ優勝を果たした。ミネソタ・ツインズとの前年地区最下位チーム同士のワールドシリーズでは第4戦と第7戦に先発、共に少年時代の憧れの投手だったジャック・モリスと投げ合い、計14.1回を投げ防御率1.26と好投したが、チームは3勝4敗で敗退。
1992年は5月24日のモントリオール・エクスポズ戦で15三振を奪いウォーレン・スパーンが1960年にマークした1試合奪三振球団記録に並んだ。また7月5日から7月22日にかけてこの年のリーグ最長となる29回連続無失点をマークしている。15勝、リーグ1位の215奪三振を記録し、チームも2年連続で地区優勝を果たす。前年に続きパイレーツとの対戦となったリーグチャンピオンシップシリーズでは2勝を挙げて2年連続のリーグ優勝に貢献し、シリーズのMVPを受賞した。トロント・ブルージェイズとのワールドシリーズ第5戦でシリーズ初勝利を記録したが、チームは2勝4敗で敗退。
1993年は2年連続の15勝・200奪三振を記録した。同年グレッグ・マダックスが加入し、トム・グラビン22勝、マダックス20勝、スティーブ・エイベリーが18勝を記録し、20世紀の球団史上初の15勝カルテットを形成し、球団史上最多の104勝で3年連続の地区優勝。フィラデルフィア・フィリーズとのリーグチャンピオンシップシリーズでは第4戦に先発し、6.1回で10奪三振を記録したが敗戦投手となり、チームも2勝4敗で敗退し3年連続のワールドシリーズ進出はならなかった。
1994年は6勝10敗と不本意な成績に終わり、9月4日に右肘を手術した。1994年から1995年のMLBストライキ明けの1995年に復活を果たし、12勝7敗、野茂英雄に次ぐリーグ2位の193奪三振を記録。奪三振率は9を上回り球団史上初の快挙となった。チームは2位に21ゲームの大差をつけて地区優勝し、同年から導入されたディビジョンシリーズ、リーグチャンピオンシップシリーズも圧倒的な強さで勝ち進み、3年ぶりのワールドシリーズに駒を進めた。レギュラーシーズンで100勝、2位に30ゲーム差を付けたクリーブランド・インディアンスとの対戦となったワールドシリーズでは第3戦に先発したが、2.1回を投げ4失点で降板。登板はこの1試合のみに終わり活躍はできなかったが、チームは4勝2敗でインディアンスを破り、38年ぶり、アトランタ移転後初のシリーズ制覇を果たした。
1996年は自己最高のシーズンとなった。初登板となった4月3日のサンフランシスコ・ジャイアンツ戦では敗戦投手となったが、その後は6月19日にかけて球団新記録となる14連勝を達成。その間、4月・5月の2か月連続でピッチャー・オブ・ザ・マンスを受賞している。最終的にリーグ最多の24勝・276奪三振を記録し、サイ・ヤング賞を初受賞した。1997年は15勝12敗、241奪三振。シルバースラッガー賞を初めて受賞した。
1998年は2回の故障者リスト入りを経験したが、7月と9月は4勝0敗をマークした。17勝3敗で勝率がリーグ1位、1995年マダックスの.905に次ぐ球団史上2位の.850。

### 手術 - クローザーヘ（2000年 - 2004年）
肘を痛め、トミー・ジョン手術を受けたため2000年は全休。2001年5月17日にメジャー復帰を果たし、6月22日からリリーフに転向した。36試合に登板し10セーブを記録した。2002年にクローザーとして復活。6月3日から7月30日にかけて球団新記録となる25連続セーブ成功を記録し。最終的に55セーブを記録し、1993年のランディ・マイヤーズと1998年のトレバー・ホフマンが記録したナショナルリーグシーズン最多セーブ53を更新。デニス・エカーズリーに次ぐ史上2人目となるシーズン20勝、50セーブを達成した。
2003年はリーグ2位の45セーブを記録し、2002年8月8日から2003年5月2日にかけて27連続セーブ成功を記録し、自身の球団記録を更新。2004年はリーグ4位の44セーブを記録し、8月19日のロサンゼルス・ドジャース戦でジーン・ガーバーの持つ通算セーブ球団記録141を更新。

### 再び先発へ（2005年 - 2008年）

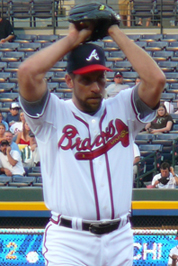
投球するスモルツ（2007年）

シカゴ・カブスとのディビジョンシリーズ終了後、「僕の夢は先発のマウンドに立って、マーク・プライアーと投げ合うことだ」と発言していたスモルツは、2005年から先発に再転向。また、球団とは2006年までの2年総額2000万ドルの契約（2007年は球団オプション）に合意。
2006年にはリーグ最多の35試合に先発登板し、シーズン最終日の登板で16勝目を挙げ1996年以来2回目の最多勝を獲得。不振に陥ったチームのエースとして存在感を発揮。シーズン途中の9月22日にはジョン・シャーホルツGMが「投球だけではなくリーダーシップも発揮してくれる。オプションの行使に疑問を持ったことは一度もない」と2007年のオプションを行使した。2007年4月26日に球団と2008年は1400万ドル、2009年と2010年はオプションで契約延長した。5月24日のニューヨーク・メッツ戦で通算200勝を達成。メジャー史上初の200勝・150セーブを挙げた投手となった。7月3日から故障者リスト入りとなったが、最短の15日間で復帰。8月19日のアリゾナ・ダイヤモンドバックス戦ではシーズン最多の12奪三振を記録し、ニークロの2912三振の球団記録を更新。奪三振率8.62は2005年の先発転向後最高となった。
2008年4月22日のワシントン・ナショナルズ戦でに史上16人目となる3000奪三振を達成した。与四球数が1000を越える前に達成したのは史上5人目である。しかし4月28日に右肩を故障し故障者リスト入り。故障から復帰後は4年ぶりにリリーフへ再転向することとなった。6月2日に復帰したスモルツは4年ぶりのセーブ機会で登板したもののセーブに失敗。その2日後に再び右肩痛の為故障者リストに入り、6月10日に手術。シーズンの残りを全休することとなり、この年は6試合の登板に終わった。

### レッドソックス・カージナルス移籍後

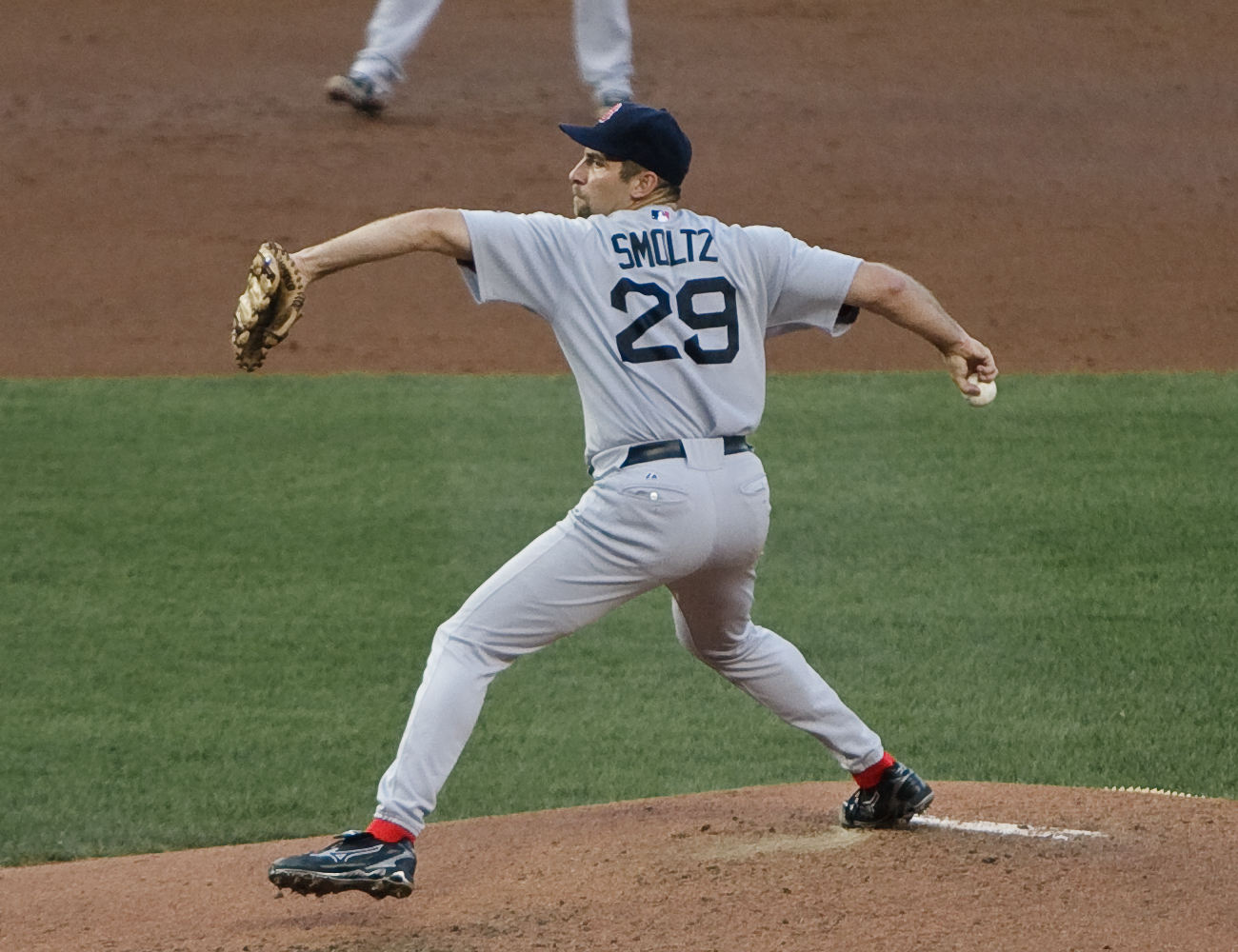
レッドソックス在籍時（2009年6月25日）

シーズン終了後にフリーエージェントとなったスモルツは、2009年1月13日にボストン・レッドソックスと年俸550万ドル、出来高500万ドルの1年契約を結び、メジャーデビューから一筋でプレーしてきたブレーブスを離れることとなった。前年の肩の手術のため故障者リストに入ったまま開幕を迎え、6月25日のナショナルズ戦でメジャー復帰。しかし2勝5敗、防御率8.53と結果を残せず、8月7日に戦力外となった、8月17日、チームから正式に契約解除が発表された。

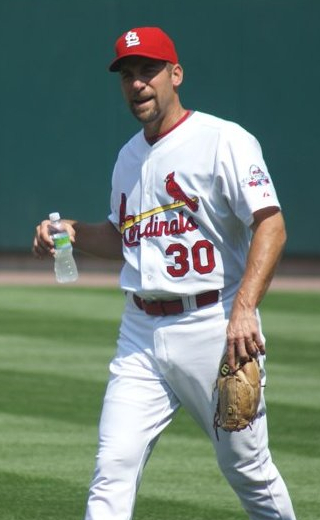
カージナルス在籍時（2009年9月3日）

8月19日にセントルイス・カージナルスと契約合意に達した。移籍後初登板となった8月23日のサンディエゴ・パドレス戦で球団記録となる7連続奪三振を記録し、5回を無失点・9奪三振で勝利投手となった。最終的に1勝3敗・防御率4.26の成績でシーズンを終えた。

### 引退後

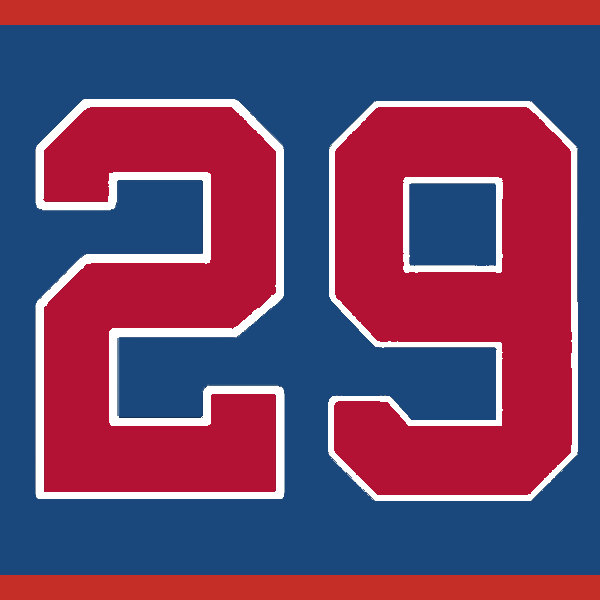
スモルツのブレーブス在籍時の背番号「29」
アトランタ・ブレーブスの永久欠番に2012年指定。

2010年以降は解説者に就任。2012年4月、古巣ブレーブスはスモルツの在籍時の背番号『29』を永久欠番に指定することを発表。2015年、最後の出場から5年以上経ったためアメリカ野球殿堂入りへの資格を得て、有資格1年目で82.9％の得票率で殿堂入りした。

## 選手としての特徴
チーム事情から抑えに回されていた時期には最速102mphを記録した速球と、90mph前後の大きな曲がり幅を持つ独特の縦のスライダー、スプリッター、カーブを持ち球とし、さらにツーシームを好んで投げた。特に縦のスライダーに関しては、メジャー史上最高級と称された超一級品。

## 福祉活動
熱心に福祉活動に取り組んでいる事でも有名。1992年から地元アトランタの食料事情改善団体や、難病に苦しむ子供たちへの支援団体などに関わっている。1997年には夫人とともに『ジョン&ダイアン・スモルツ基金』を設立。敬虔なキリスト教徒としても知られるが、2001年には宗派にとらわれない私立学校の共同設立者になるなど幅広い活動を行っている。これらの活動が評価され、2005年にはロベルト・クレメンテ賞を受賞した。

## その他
2008年7月1日に発売された、元同僚ポール・バードの著書『フリー・バード』の序文を書いている。

## 詳細情報

### 年度別投手成績
| 年 度      | 球 団      | 登 板 | 先 発 | 完 投 | 完 封 | 無 四 球 | 勝 利 | 敗 戦 | セ 丨 ブ | ホ 丨 ル ド | 勝 率 | 打 者 | 投 球 回 | 被 安 打 | 被 本 塁 打 | 与 四 球 | 敬 遠 | 与 死 球 | 奪 三 振 | 暴 投 | ボ 丨 ク | 失 点 | 自 責 点 | 防 御 率 | W H I P |
| ---------- | ---------- | ----- | ----- | ----- | ----- | -------- | ----- | ----- | -------- | ----------- | ----- | ----- | -------- | -------- | ----------- | -------- | ----- | -------- | -------- | ----- | -------- | ----- | -------- | -------- | ------- |
| 1988       | ATL        | 12    | 12    | 0     | 0     | 0        | 2     | 7     | 0        | --          | .222  | 297   | 64.0     | 74       | 10          | 33       | 4     | 2        | 37       | 2     | 1        | 40    | 39       | 5.48     | 1.67    |
| 1989       | ATL        | 29    | 29    | 5     | 0     | 1        | 12    | 11    | 0        | --          | .522  | 847   | 208.0    | 160      | 15          | 72       | 2     | 2        | 168      | 8     | 3        | 79    | 68       | 2.94     | 1.12    |
| 1990       | ATL        | 34    | 34    | 6     | 2     | 1        | 14    | 11    | 0        | --          | .560  | 966   | 231.1    | 206      | 20          | 90       | 3     | 1        | 170      | 14    | 3        | 109   | 99       | 3.85     | 1.28    |
| 1991       | ATL        | 36    | 36    | 5     | 0     | 2        | 14    | 13    | 0        | --          | .519  | 947   | 229.2    | 206      | 16          | 77       | 1     | 3        | 148      | 20    | 2        | 101   | 97       | 3.80     | 1.23    |
| 1992       | ATL        | 35    | 35    | 9     | 3     | 1        | 15    | 12    | 0        | --          | .556  | 1021  | 246.2    | 206      | 17          | 80       | 5     | 5        | 215      | 17    | 1        | 90    | 78       | 2.85     | 1.16    |
| 1993       | ATL        | 35    | 35    | 3     | 1     | 0        | 15    | 11    | 0        | --          | .577  | 1028  | 243.2    | 208      | 23          | 100      | 12    | 6        | 208      | 13    | 1        | 104   | 98       | 3.62     | 1.26    |
| 1994       | ATL        | 21    | 21    | 1     | 0     | 0        | 6     | 10    | 0        | --          | .375  | 568   | 134.2    | 120      | 15          | 48       | 4     | 4        | 113      | 7     | 0        | 69    | 62       | 4.14     | 1.25    |
| 1995       | ATL        | 29    | 29    | 2     | 1     | 1        | 12    | 7     | 0        | --          | .632  | 808   | 192.2    | 166      | 15          | 72       | 8     | 4        | 193      | 13    | 0        | 76    | 68       | 3.18     | 1.24    |
| 1996       | ATL        | 35    | 35    | 6     | 2     | 1        | 24    | 8     | 0        | --          | .750  | 995   | 253.2    | 199      | 19          | 55       | 3     | 2        | 276      | 10    | 1        | 93    | 83       | 2.94     | 1.00    |
| 1997       | ATL        | 35    | 35    | 7     | 2     | 0        | 15    | 12    | 0        | --          | .556  | 1043  | 256.0    | 234      | 21          | 63       | 9     | 1        | 241      | 10    | 1        | 97    | 86       | 3.02     | 1.16    |
| 1998       | ATL        | 26    | 26    | 2     | 2     | 1        | 17    | 3     | 0        | --          | .850  | 681   | 167.2    | 145      | 10          | 44       | 2     | 4        | 173      | 3     | 1        | 58    | 54       | 2.90     | 1.13    |
| 1999       | ATL        | 29    | 29    | 1     | 1     | 0        | 11    | 8     | 0        | 0           | .579  | 746   | 186.1    | 168      | 14          | 40       | 2     | 4        | 156      | 2     | 0        | 70    | 66       | 3.19     | 1.12    |
| 2001       | ATL        | 36    | 5     | 0     | 0     | 0        | 3     | 3     | 10       | 5           | .500  | 238   | 59.0     | 53       | 7           | 10       | 2     | 2        | 57       | 0     | 0        | 24    | 22       | 3.36     | 1.07    |
| 2002       | ATL        | 75    | 0     | 0     | 0     | 0        | 3     | 2     | 55       | 0           | .600  | 314   | 80.1     | 59       | 4           | 24       | 1     | 0        | 85       | 1     | 1        | 30    | 29       | 3.25     | 1.03    |
| 2003       | ATL        | 62    | 0     | 0     | 0     | 0        | 0     | 2     | 45       | 0           | .000  | 244   | 64.1     | 48       | 2           | 8        | 1     | 0        | 73       | 2     | 0        | 9     | 8        | 1.12     | 0.87    |
| 2004       | ATL        | 73    | 0     | 0     | 0     | 0        | 0     | 1     | 44       | 0           | .000  | 323   | 81.2     | 75       | 8           | 13       | 2     | 0        | 85       | 6     | 0        | 25    | 25       | 2.76     | 1.08    |
| 2005       | ATL        | 33    | 33    | 3     | 1     | 1        | 14    | 7     | 0        | 0           | .667  | 931   | 229.2    | 210      | 18          | 53       | 7     | 1        | 169      | 2     | 1        | 83    | 78       | 3.06     | 1.15    |
| 2006       | ATL        | 35    | 35    | 3     | 1     | 1        | 16    | 9     | 0        | 0           | .640  | 960   | 232.0    | 221      | 23          | 55       | 4     | 9        | 211      | 5     | 0        | 93    | 90       | 3.49     | 1.19    |
| 2007       | ATL        | 32    | 32    | 0     | 0     | 0        | 14    | 8     | 0        | 0           | .636  | 853   | 205.2    | 196      | 18          | 47       | 9     | 4        | 197      | 8     | 0        | 78    | 71       | 3.11     | 1.18    |
| 2008       | ATL        | 6     | 5     | 0     | 0     | 0        | 3     | 2     | 0        | 0           | .600  | 117   | 28.0     | 25       | 2           | 8        | 1     | 0        | 36       | 2     | 0        | 8     | 8        | 2.57     | 1.18    |
| 2009       | BOS        | 8     | 8     | 0     | 0     | 0        | 2     | 5     | 0        | 0           | .286  | 186   | 40.0     | 59       | 8           | 9        | 1     | 3        | 33       | 0     | 0        | 37    | 37       | 8.32     | 1.70    |
| 2009       | STL        | 7     | 7     | 0     | 0     | 0        | 1     | 3     | 0        | 0           | .250  | 158   | 38.0     | 36       | 3           | 9        | 1     | 0        | 40       | 0     | 0        | 18    | 18       | 4.26     | 1.18    |
| '09計      | STL        | 15    | 15    | 0     | 0     | 0        | 3     | 8     | 0        | 0           | .273  | 344   | 78.0     | 95       | 11          | 18       | 2     | 3        | 73       | 0     | 0        | 55    | 55       | 6.35     | 1.45    |
| 通算：21年 | 通算：21年 | 723   | 481   | 53    | 16    | 10       | 213   | 155   | 154      | 5           | .579  | 14271 | 3473.0   | 3074     | 288         | 1010     | 84    | 57       | 3084     | 145   | 16       | 1391  | 1284     | 3.33     | 1.18    |

- 2009年度シーズン終了時
- 各年度の太字はリーグ最高

### タイトル
- 最多勝利 2回：1996年、2006年
- 最多奪三振 2回：1992年、1996年
- 最多セーブ投手 1回：2002年
- 最優秀救援投手 1回：2002年

### 表彰・記録
- サイ・ヤング賞 1回：1996年
- シルバースラッガー賞 1回：1997年
- ローレイズ・リリーフマン賞 1回：2002年
- ロベルト・クレメンテ賞 1回：2005年
- ルー・ゲーリッグ賞 1回：2005年
- リーグチャンピオンシップシリーズMVP 1回：1992年
- MLBオールスターゲーム選出 8回：1989年 、1992年、1993年、1996年、2002年、2003年、2005年、2007年
- ピッチャー・オブ・ザ・マンス 3回：1996年4月・5月、1999年4月